# Ulička (přítok Uhu)
Ulička je říčka v severovýchodní části Slovenska, na území okresu Snina. Je to pravostranný přítok Uhu s délkou 28 km (z toho 24 km na území Slovenska, 4 km na Ukrajině). Je tokem VII. řádu.
Ulička je evropsky významná lokalita.

## Pramen
Pramení v Bukovských vrších, pod hlavním hřebenem pohoří, v blízkosti přírodní rezervace Borsučiny, na severozápadních svazích vrchu Veľký Bukovec (1011,9 m n. m.) v nadmořské výšce kolem 710 m n. m.

## Popis toku
Od pramene teče nejprve severozápadním směrem, vtéká do malé erozní Runianskej kotliny, jižně od obce Runina přibírá zprava Hluboký potok a na krátkém úseku pokračuje na západ. Z pravé strany pak přibírá Poloninský potok a mění směr toku na severozápad. Dále přibírá zprava Pľašu a velkým výrazným obloukem se stáčí k jihu. Protéká obcí Topoľa, pod kterou přibírá nejprve levostranný Dankov potok a pak pravostranný Príslopský potok a stáčí se na jihovýchod. Zprava přibírá Šťavinku, protéká skrze přírodní památku Ulička, dále přes vesnici Kolbasov, následně přibírá zprava Dolinský potok a zleva Ruský potok. Pak vytváří dvojitou zatáčku, která obepíná nad ní ležící přírodní rezervaci Uličská Ostrá, zleva přibírá Vlčí potok a vstupuje do Uličské kotliny, kde teče přes obec Ulič. Zde zleva přibírá svůj nejvodnější přítok, Zbojský potok. Poté přibírá Mikošov potok a jihovýchodně od obce opouští území Slovenska. Hned za státní hranicí přibírá levostranný Homašov tekoucí souběžně s hranicí (na cca 500m úseku protéká i na území Slovenska) a následně pokračuje přibližně 4 km dlouhým úsekem přes území Ukrajiny. U obce Zábroď se v nadmořské výšce přibližně 209 m vlévá do Uhu.
Ulička je vodním tokem protékajícím výhradně územím Bukovských vrchů a od soutoku s Príslopským potokem je dělicí linií mezi podcelky Bukovce na severovýchodě a Nastaz na jihozápadě. Protéká územím národního parku Poloniny.

## Povodí Uličky podle přítoků
Ve směru toku, P – pravostranný přítok, L – levostranný přítok.
- Hluboký potok P
- Poloninský potok P
- Pľaša P
  - Verbľací potok L
- Dankov potok L
- Príslopský potok P
  - Zajanov potok P
- Šťavinka P
- Ruský potok L
- Vlčí potok P
- Zbojský potok L
  - Fľašovský potok P
  - Čeliansky potok L
  - Ďurkovský potok P
  - Sedlický potok L
  - Rozdielsky potok L
  - Ráztoka P
    - Hrabový potok P
    - Brezovský potok L

  - Bystriansky potok L
  - Begovec P
  - Jurkovec P
  - Krušný potok L
  - Sučina L
  - Javorník L
  - Rožok L
  - Ostrý potok P
- Mikešov L
- Homašov L (ústí na území Ukrajiny)

## Fotogalerie

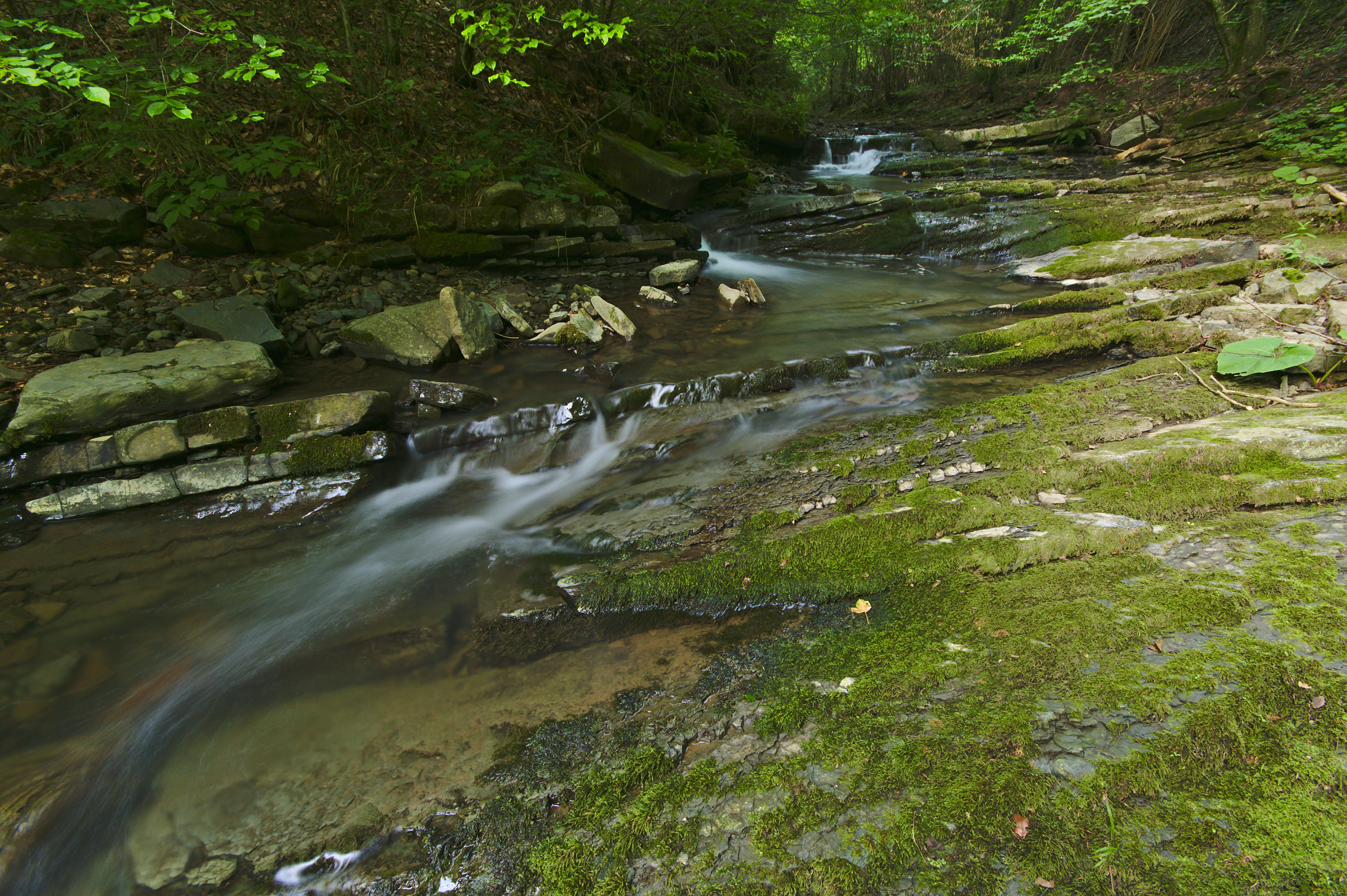
Ulička u Runiny
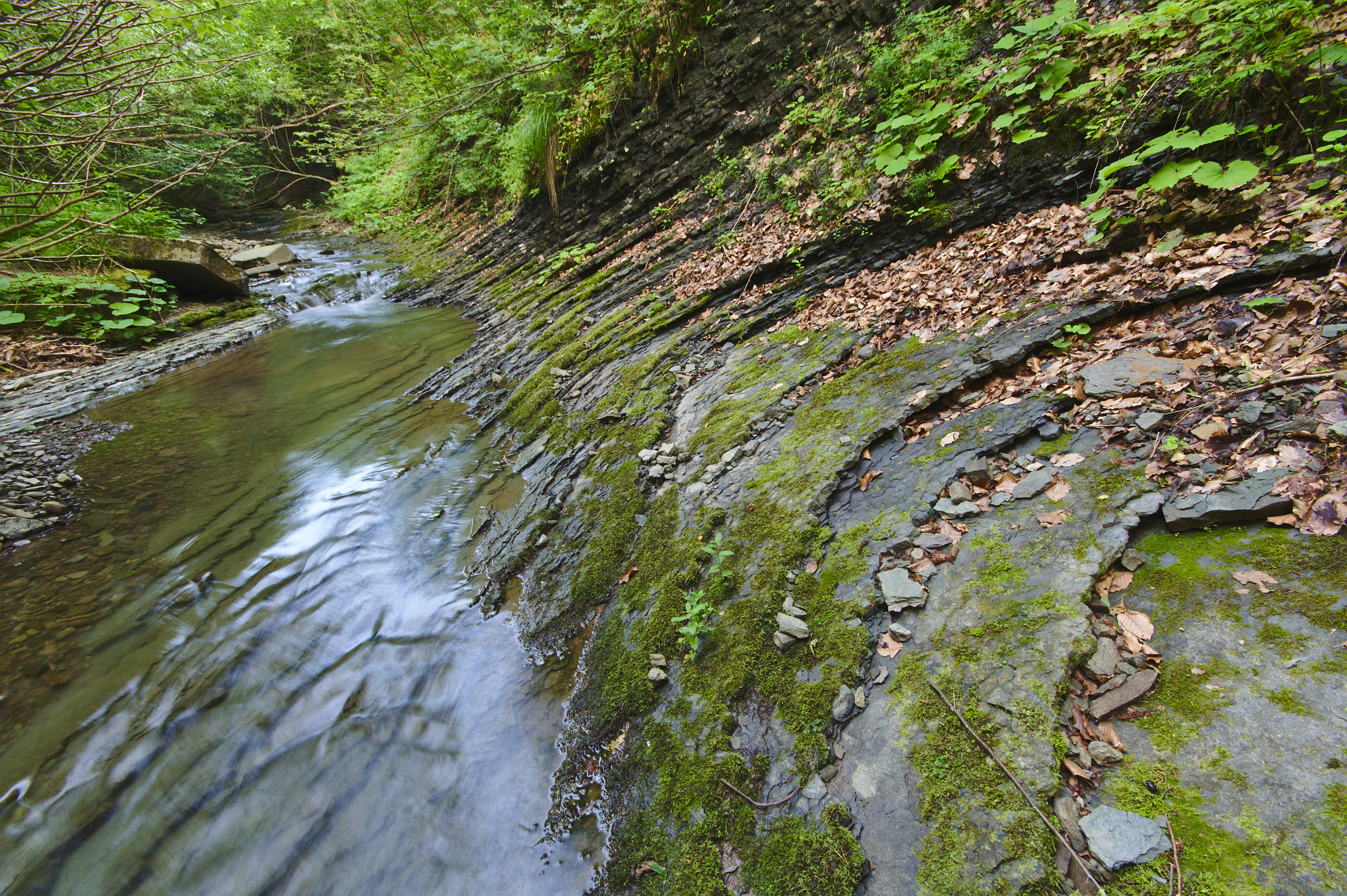
Ulička u Runiny
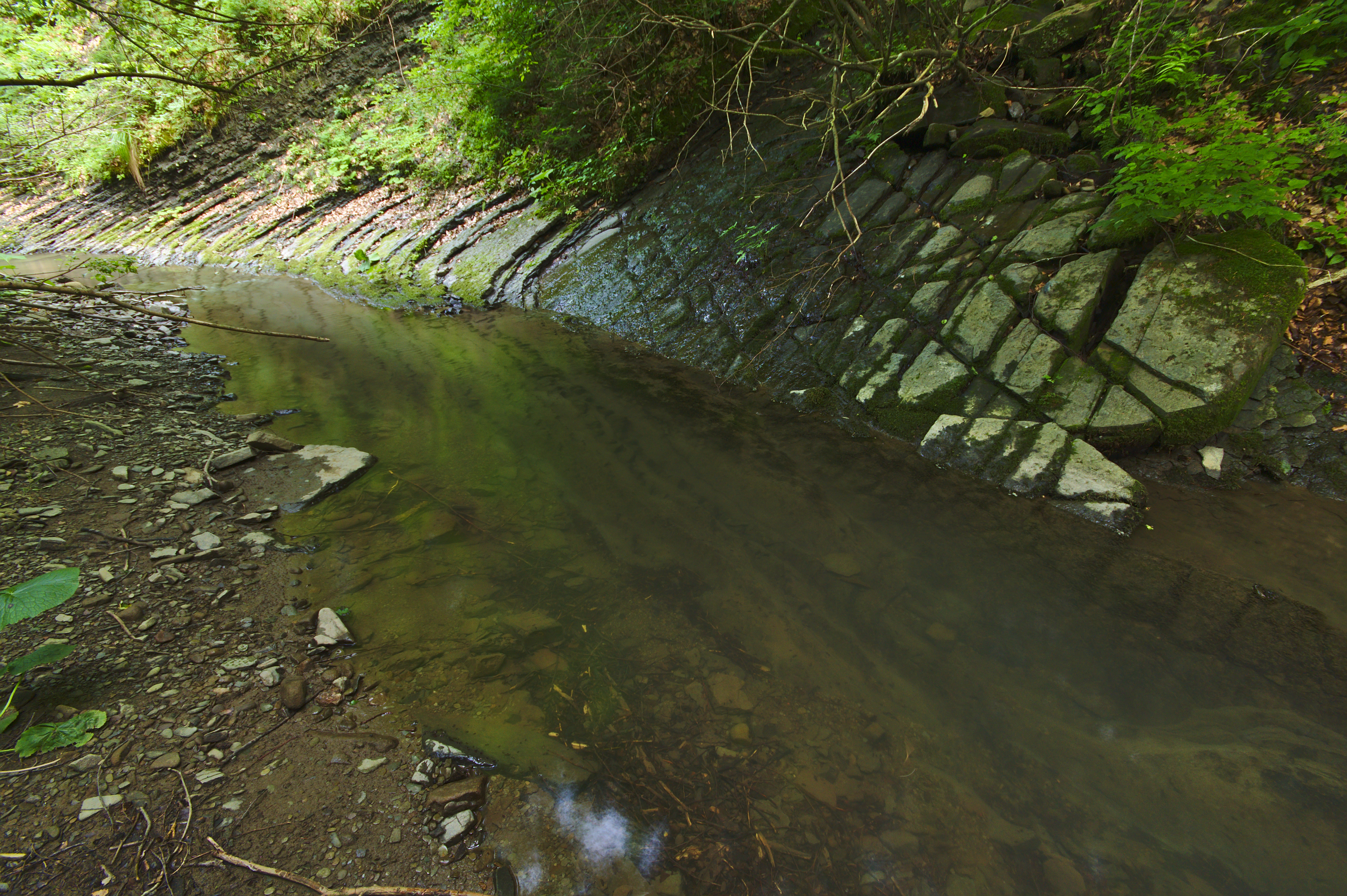
Ulička u Runiny
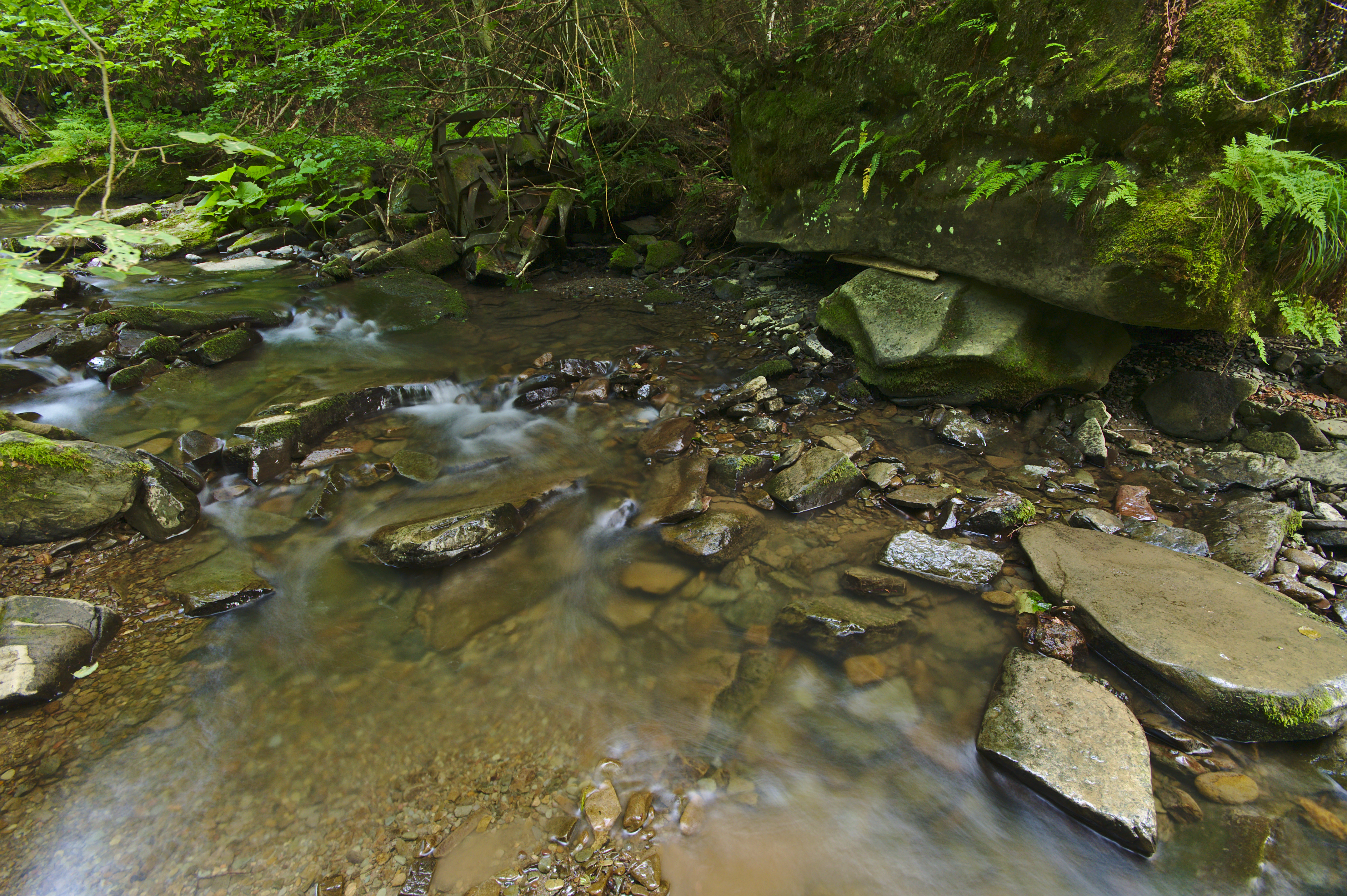
Ulička u Runiny
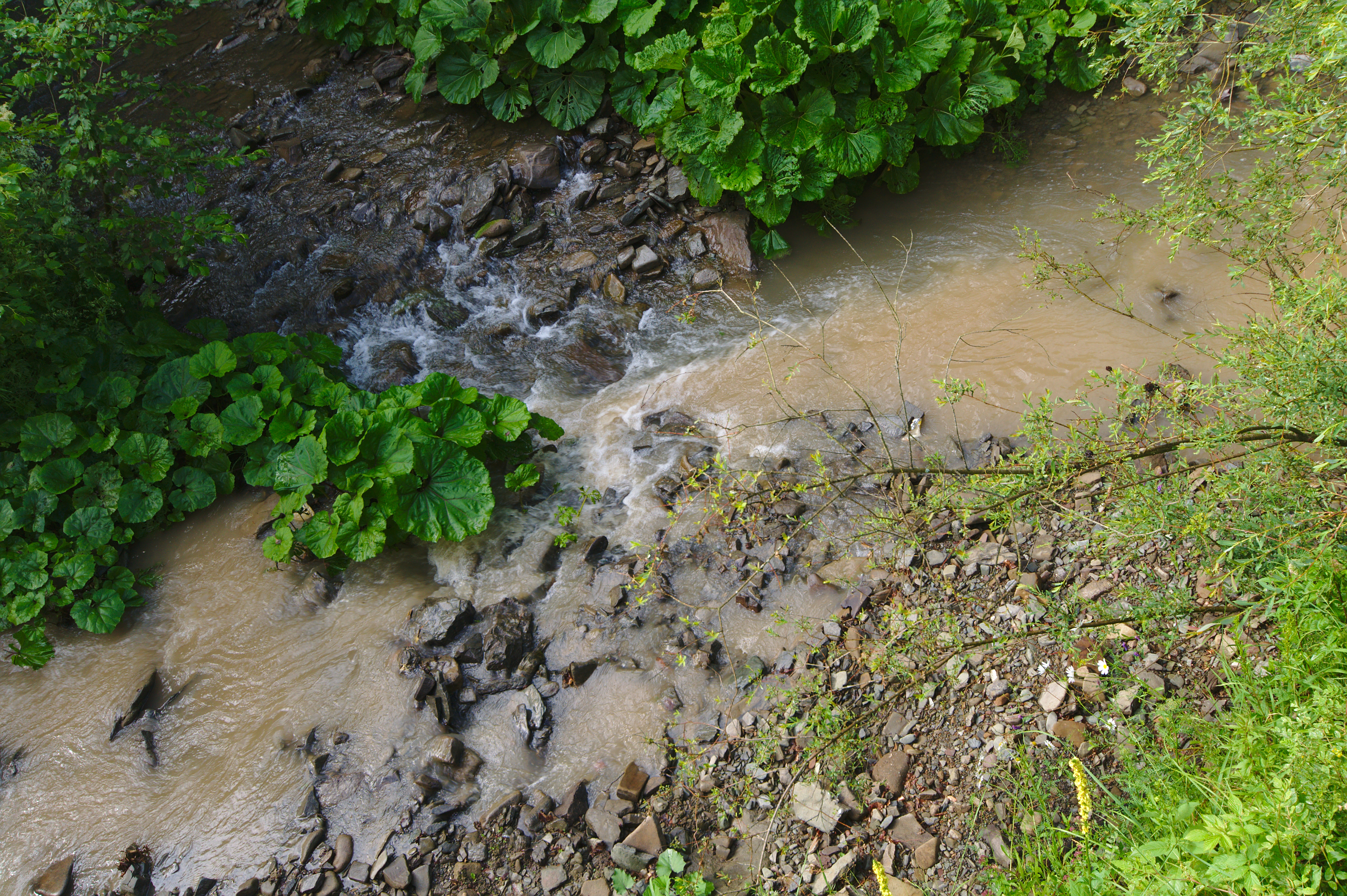
Soutok Uličky (vlevo nahoře, čistá voda) s potokem Pľaša
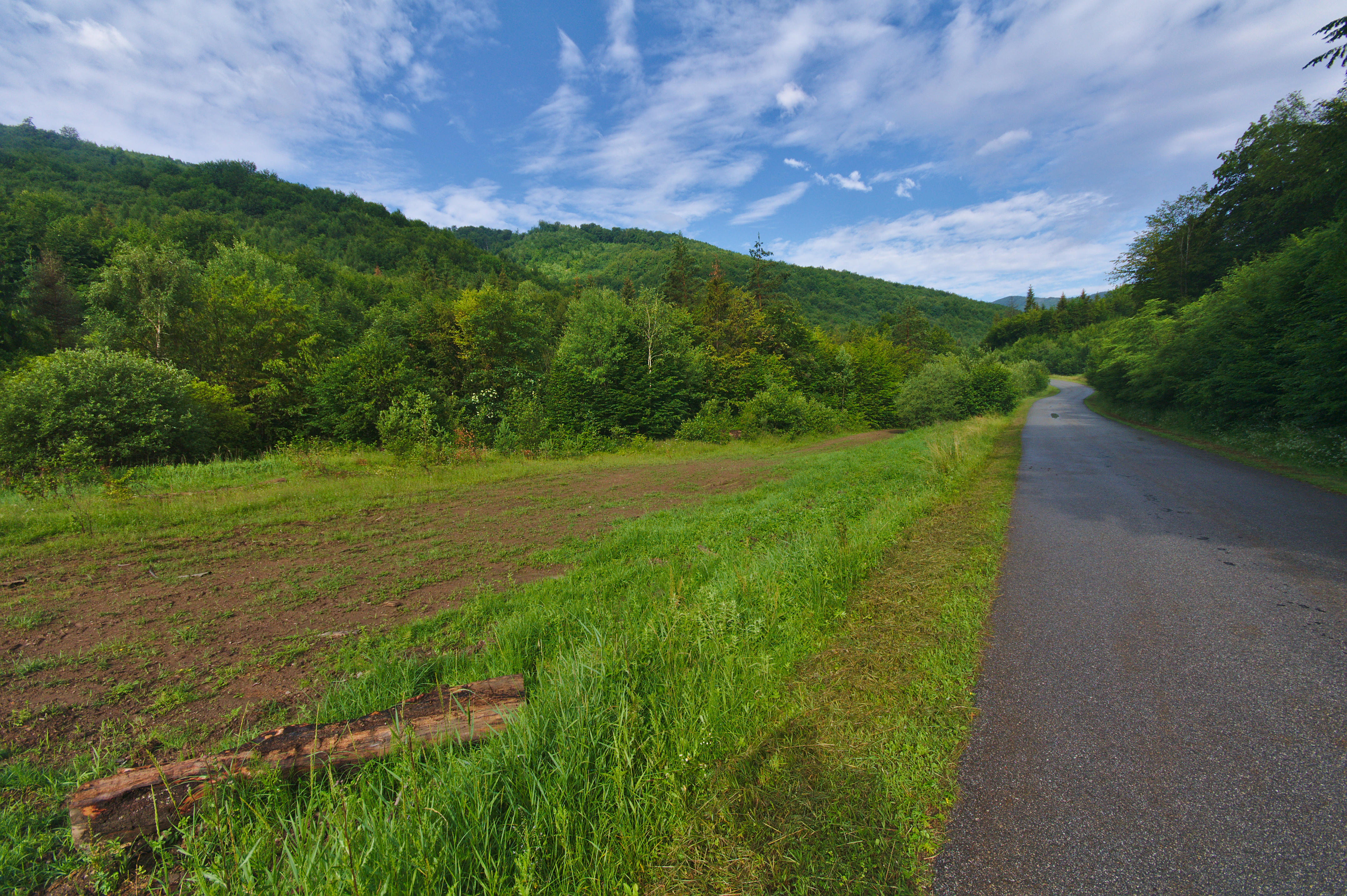
Údolí Uličky mezi Runinou a Topoľou
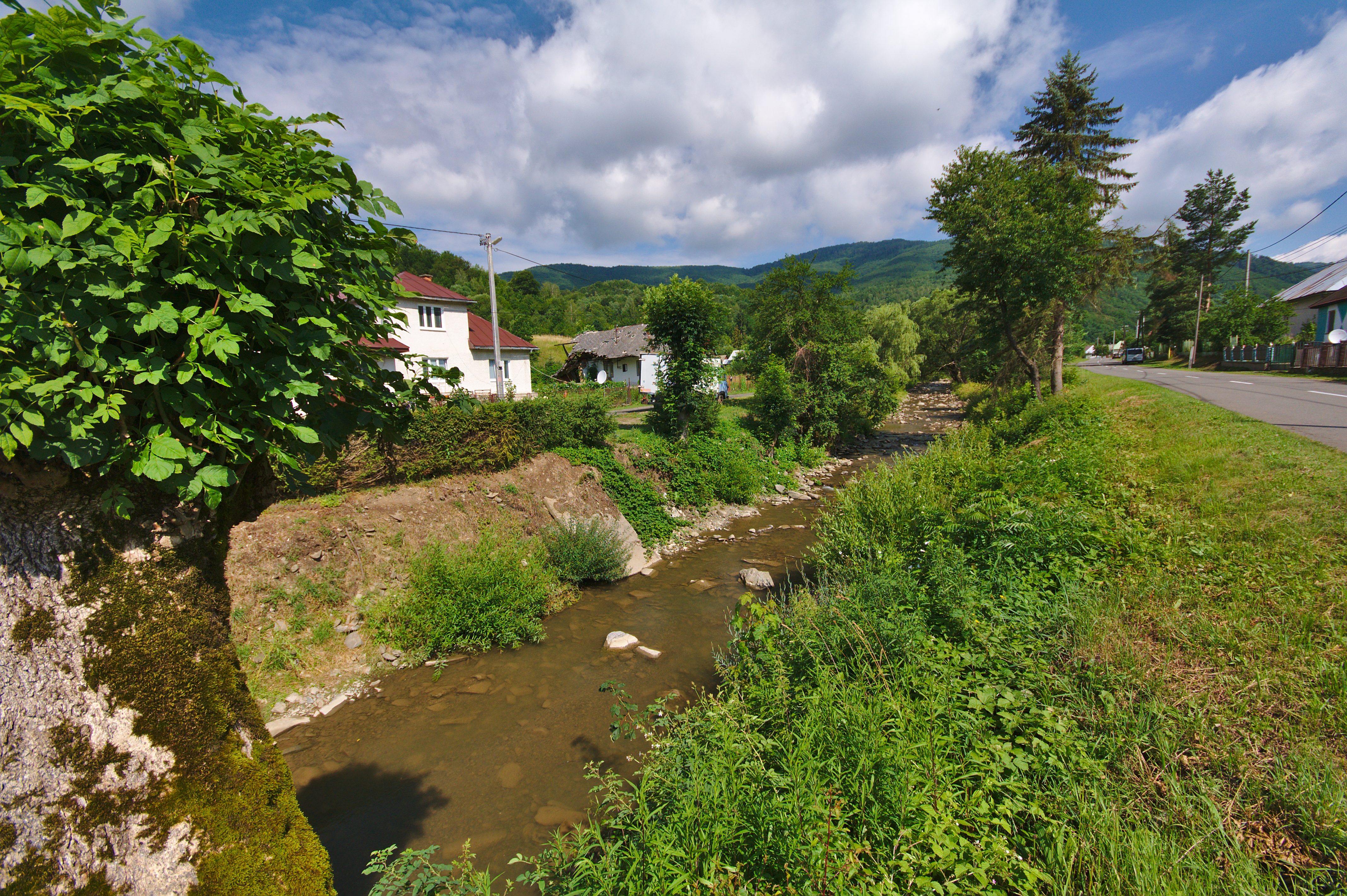
Ulička v Topoľe